# Schaeberggrub
De Schaeberggrub is een beek in Nederlands Zuid-Limburg in de gemeente Gulpen-Wittem. De beek ligt ten zuiden van Mechelen tussen de buurtschappen Helle, Kleeberg en Elzet op de rechteroever van de Geul.

## Ligging
De Schaeberggrub ligt in het Geuldal en is onderdeel van het stroomgebied van de Maas. De beek ontspringt ten oosten van Helle nabij de Akerstraat op de noordwestelijke helling van het Plateau van Vijlen aan de voet van het Vijlenerbos. De beek stroomt in noordwestelijke richting en wordt bij Kleeberg gevoed door het beekje de Kleeberggrub. Na het kruisen van de Bommerigerweg stroomt de beek in westelijke richting om bij Höfke en voorbij de Bovenste Molen tussen de Nutbron en de Theunisbron uit te monden in de Geul.
De Theunisbron ontspringt (op de rechteroever) ongeveer 200 meter ten noorden van de Schaeberggrub en ongeveer 500 meter zuidelijker stroomt de Klitserbeek op de rechteroever.